# Barbe-Nicole Clicquot-Ponsardin
Barbe-Nicole Ponsardin, de casada Clicquot, conocida como Veuve Clicquot (Reims, 16 de diciembre de 1777-Boursault, 29 de julio de 1866) fue una empresaria francesa, la primera mujer en dirigir una empresa vitivinicultora de champán. Introdujo nuevas técnicas que le permitió consolidarse como una de las mejores productoras de champán del mundo.

## Biografía

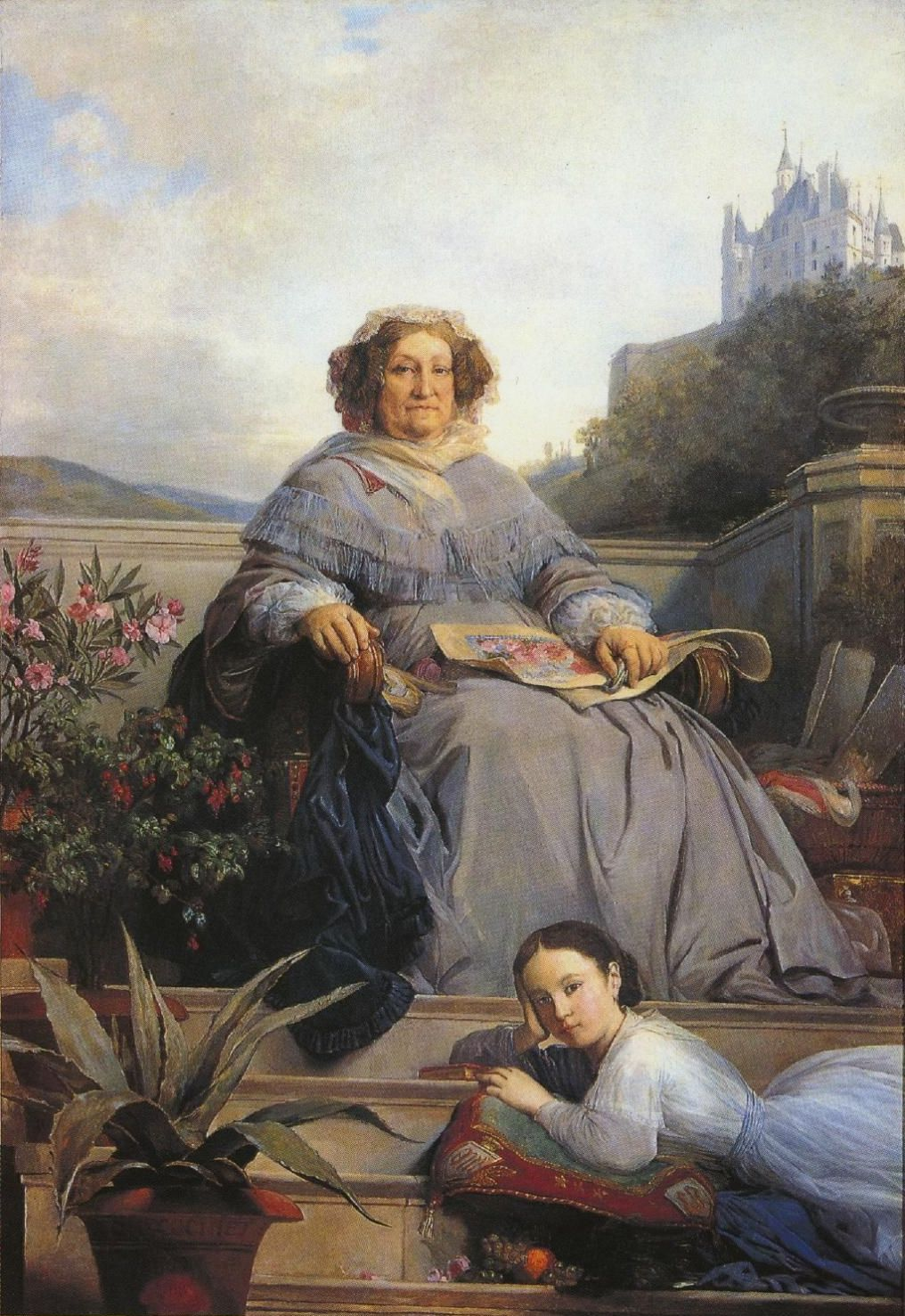
Retrato de la señora Clicquot y de su bisnieta Anne de Rochechouart de Mortemart por Léon Cogniet.

Nació en Reims el 16 de diciembre de 1777. Era la hija del barón Ponce-Jean Nicolas Ponsardin.
De niña se educó en la abadía Saint-Pierre-les-Dames, establecimiento del cual su padre la retiró, poco antes la Revolución. Estuvo escondida con una modista. Tras el fin del Terror, volvió a vivir con sus padres, donde fue educada en su hogar.
Se casó con François Clicquot el 12 de junio de 1798. La ceremonia tuvo lugar en una cava, con un sacerdote refractario. Este último le regaló a la pareja un libro de Dom Pérignon.
Con su esposo, recorrió las laderas de Champaña, donde juntos visitaron todas las fincas de champán.
François Clicquot, murió el 23 de octubre de 1805 debido a una «fiebre maligna».
Falleció en Boursault, el 29 de julio de 1866, a la edad de ochenta y ocho años. Se encuentra sepultada en el cementerio del Norte de Reims.

### Al frente del establecimiento Clicquot
Madre de una hija de tres años, Barbe-Nicole Clicquot-Ponsardin se hizo cargo de la casa de champán creada en 1772 y decidió oponerse a la venta de los viñedos y de tomar las riendas del establecimiento, a pesar de las objeciones de su familia política.
Se rodeó de Louis Bohne, así como de Alexandre Fourneaux, de la casa de champán Fourneaux & Cie (hoy Taittinger). Ante las dificultades del establecimiento, este último se alejó en 1810. Más tarde, su suegro aceptó ayudarle y se convirtió en un importante mecenas.
En 1811, comercializó la cosecha Vin de la comète (Gran cometa).
Con Antoine-Aloys de Muller, el maestro de bodega, inventó el proceso de trasiego en pupitres, que mejora la calidad del vino, y permite obtener vinos más claros, limpios y límpidos.
A pesar de las guerras napoleónicas, la viuda Clicquot envió a sus corresponsales por toda Europa. Viajaron bajo bandera estadounidense, con el fin de evitar el bloqueo inglés.
En 1831 se asoció con Édouard Werlé, aprendiz de la empresa desde 1821. Posteriormente se asoció con el barón Ferdinand de Sachs.
Poco a poco, adquirió viñedos entre los mejores crecimientos, en Bouzy, Verzy y Verzenay en la montaña de Reims, en Avize, en Le Mesnil-sur-Oger en la Côte des Blancs, constituyendo así el excepcional patrimonio vitícola de la Casa Veuve Clicquot, que pasó a contar con 515 hectáreas.
Apodada «la viuda Clicquot» (Veuve Clicquot) o «la gran dama del champán», supo dirigir su empresa y, a su muerte, la casa Veuve Clicquot Ponsardin comercializaba 750 000 botellas y enviaba su producción a numerosos países.

#### Desarrollo del mercado ruso
A partir de 1806, Louis Bohne, a cargo de la exportación a Rusia, acudió allí en numerosas ocasiones. Muy rápidamente el champán se impuso, especialmente en la corte del zar Alejandro I. Tras la caída de Napoleón I, la empresa envió un barco cargado con su champán a San Petersburgo en 1814, adelantándose a sus competidores.

### Mecenazgo
En 1822, Barbe-Nicole creó en Reims, un banco con el fin de financiar el negocio de su comunidad. El establecimiento cerró en 1827, dejando una deuda de 700 000 francos.
Entre 1842 y 1849, hizo reconstruir el castillo de Boursault para su hija, la condesa de Chevigné, donde se retiró.

## Descendencia
- Su hija, Clémentine Clicquot (1799-1863), casada con Louis Marie Joseph, conde de Chevigné (1793-1876).
- Su nieta, Marie-Clémentine de Chevigné (1818-1877), casada con Louis de Rochechouart, conde de Mortemart (1809-1873).
- Su bisnieta, Anne de Rochechouart de Mortemart (1847-1933), casada con Emmanuel de Crussol, duque de Uzès (1840-1878). Resultó la célebre duquesa de Uzès cuyo nombre está consagrado por la Historia.[10]

## Posteridad y cultura
En 1972, la casa de champán Veuve Clicquot Ponsardin creó un premio anual en su honor, el premio Veuve Clicquot que recompensa a mujeres directoras o gerentas de empresas. Este premio existe en dieciocho países.
Su historia inspiró al grupo Beirut a crear la canción, «Cliquot», que cuenta su vida, en su segundo álbum, The Flying Club Cup.
En 2009, Elvire de Brissac publicó la novela Voyage imaginaire autour de Barbe Nicole Ponsardin, veuve Clicquot, 1777-1866 en Ediciones Grasset.